# Kiani-Krone

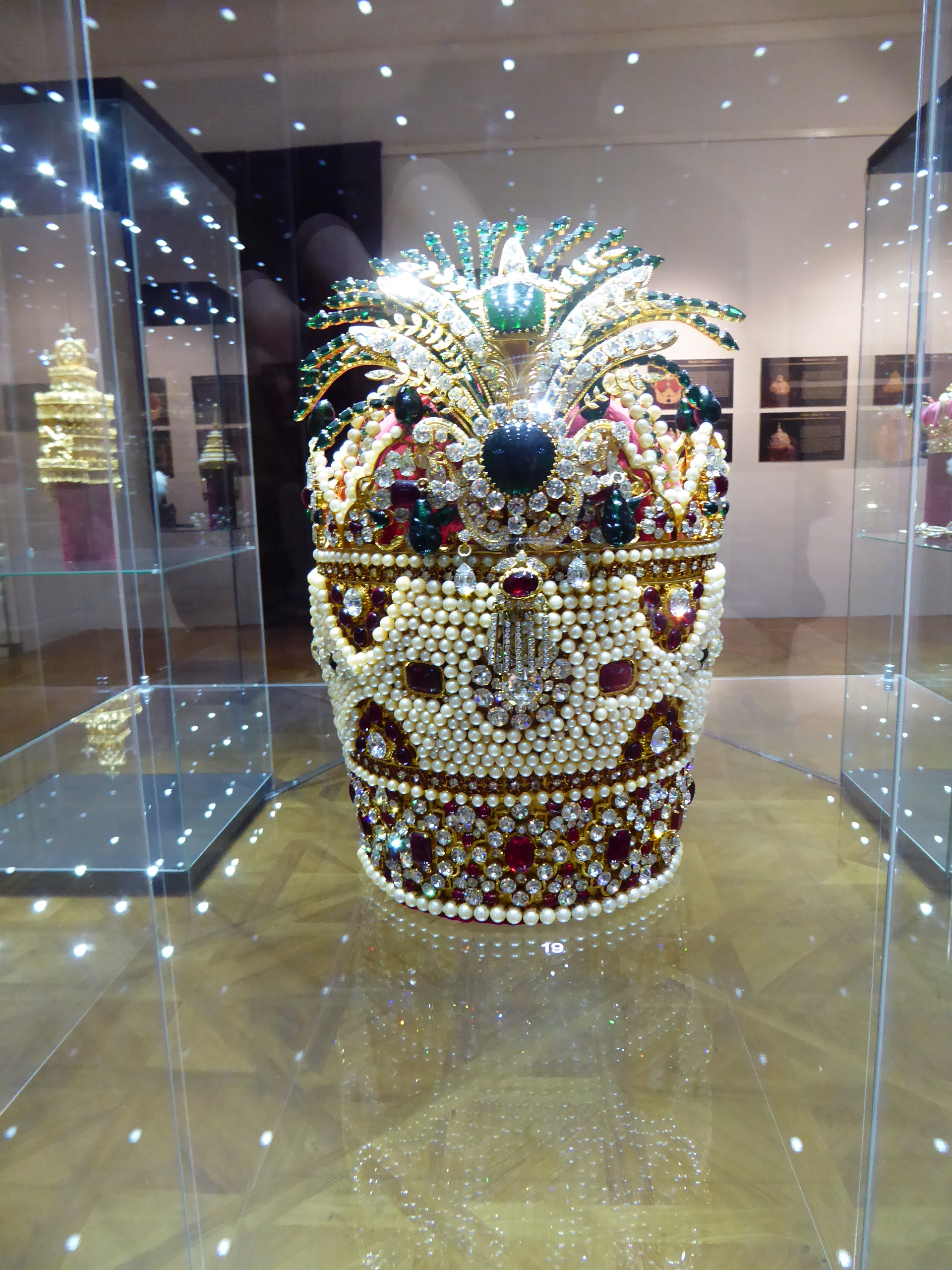
Die Kiani-Krone

Die Kiani-Krone war die offizielle Krönungskrone in Persien zur Zeit der Kadscharen-Dynastie zwischen 1796 und 1925. Der zweite Schah der Familie der Kadscharen Fath Ali Schah ließ sie Anfang des 19. Jahrhunderts anfertigen. 
Die Krone besteht aus einem Hut aus rotem Samt, darüber sitzt ein durchbrochen gearbeitetes goldenes Gerüst. Sie ist mit über 1800 Perlen, etwa 1500 Rubinen, 300 Smaragden und hunderten Diamanten, die größten von 25 Karat, verziert. 
Das Gehäuse der Krone erhebt sich zylindrisch nach oben, wo es sich leicht verbreitert. Der untere Rand trägt eine Reihe Perlen. Darüber befindet sich ein breiter Reif aus Goldfiligran, der mit verschieden großen Diamantrosetten belegt ist, die im Innern große Rubine tragen. Darüber befinden sich Bänder aus Perlen und Rubinrosetten. Hierauf schließt sich ein sehr breites Feld aus Perlen an, das am oberen und unteren Rand von Edelsteinformationen und in der Mitte von einzeln stehenden Edelsteinen und großen Diamantrosetten unterbrochen wird. Darüber befinden sich nochmals Bänder von Rubinrosetten und Perlen. Über dem oberen Rand der Krone stehen mehrere wellenartig geschwungene Zacken, die verschiedenste Edelsteine tragen. Auf der Vorderseite der Krone befindet sich eine große fächerartige Formation aus langen schmalen Blättern mit in Gold gefassten Brillanten und Smaragden. An deren Ansatz sitzt ein großer, von zahllosen Diamanten umringter Smaragd mit einem ungefähren Gewicht von 80 Karat. Darüber befindet sich ein großer, gemugelter, goldgefasster Smaragd.
Nachdem Reza Schah Pahlavi  die Regentschaft im Iran übernommen hatte, wurde auch eine neue Krone, die Pahlavi-Krone, geschaffen. Die Kiani-Krone wurde aber trotzdem symbolisch bei der Krönung Reza Schahs am 25. April 1926 aufgestellt. Sie befindet sich heute in der Staatsbank in Teheran.